# تاريخ عرب الأهواز (كتاب)

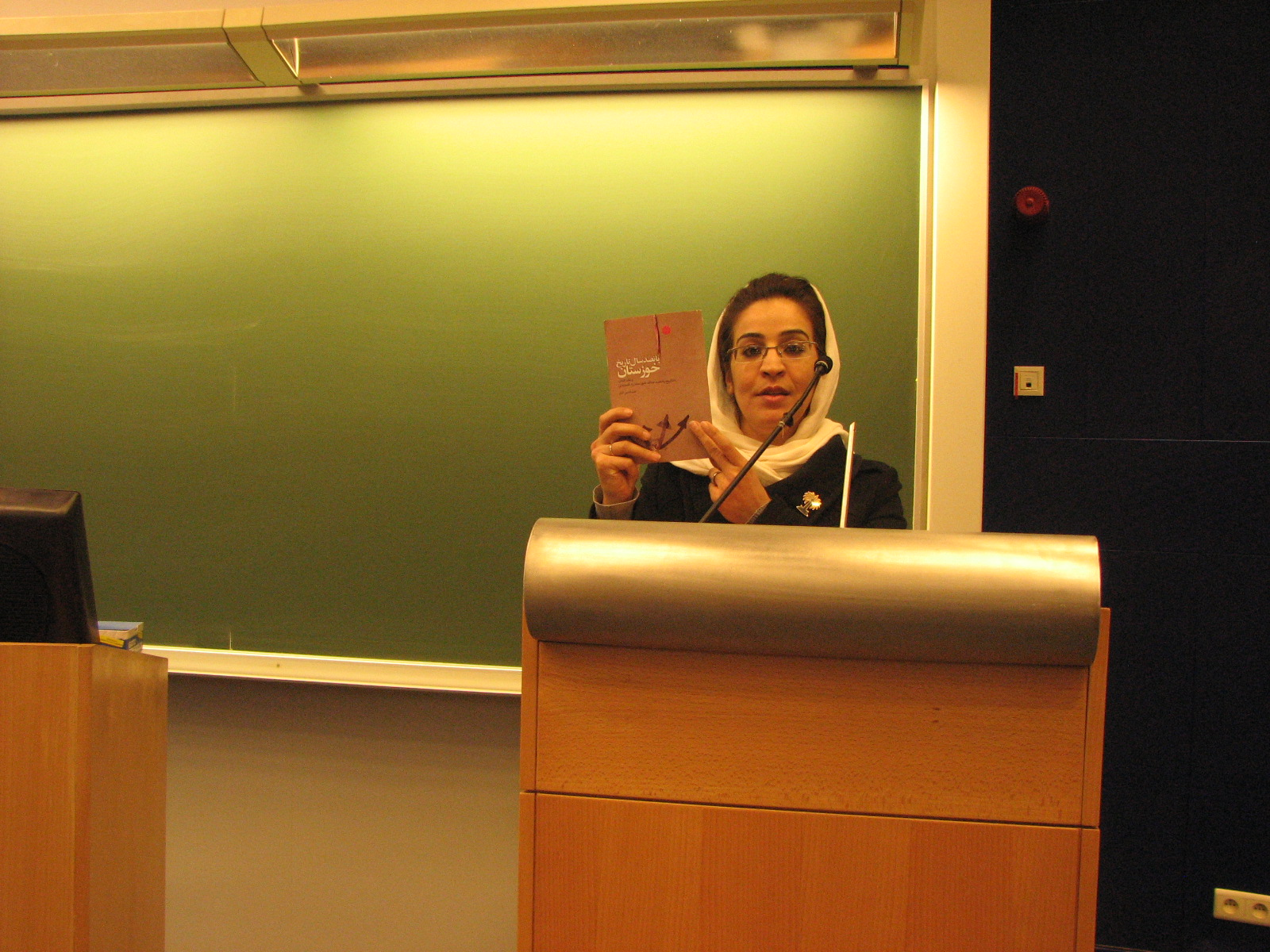
تم تعریف کتاب "تاريخ عرب الأهواز " في جامعة لييج في بلجیکا

تاريخ عرب الأهواز كتاب كتبه الكاتب العربي الأهوازي عبد النبي القيم ویضم الكتاب 512 صفحة ویبحث تاريخ الأهواز من البداية لحد القرن التاسع الهجري بإيجاز، وبعد ذلك يسرد الأحداث التي مر بها إقلیم الأهواز خلال القرن الـ9 هـ. ق بدءا من وصول السید محمد المشعشعي سدة الحکم وتأسیس دولة المشعشعیین في عام 845 هـ.ق حتی حكم بني کعب في القبان والفلاحیة نحو قرنین من الزمن وانتهاء بمقتل الشیخ مزعل بن الحاج جابر الکاسبي نهایة عام 1314هـ.ق (1897 م). علّق «القیم» علی الکتب التي تناولت تاریخ الأهواز مبینا مدی صحة المعلومات الواردة في هذه الکتب وفقا للمنهج العلمي لدراسة التاریخ غیر أن النصیب الأوفر کان لکتاب «تاریخ خوزستان علی مدی 500 عام» لـ«أحمد کسروی» حیث یعد کتاب الباحث «القیم» الذي یبحث عن تاریخ إقلیم الأهواز، تحلیلا ونقدا لکتاب «کسروي» من خلال البحث والدراسة المیدانیة التي أجراها حول تاریخ الشعب العربي في الأهواز علی مدی خمسة قرون، کما بحث الأحداث التاریخیة بحیادیة تامة وتحدث عن الشعوب الإیرانیة بصورة شمولیة وأسلوب موضوعي بحت بعیدا عن النزعة العنصریة التي تطغی عادة علی کتابات العدید من الباحثین والکتاب الإیرانیین عند تعاطیهم تاریخ وهویة وثقافة الشعوب غیر الآریة في إیران سیما العرب.
أعلن عن «تاريخ عرب الأهواز» بأنه الکتاب الذي حقق أکبر نسبة مبیعات حتی إن العدید من الصحف أشادت بهذا الإنجاز وتناولته في إطار دراسات ومقالات نقدیة عدة.[بحاجة لمصدر]